# Exorcist steps
Exorcist steps est un escalier de Georgetown, Washington (district de Columbia), popularisé après son apparition dans le film L'Exorciste. Sa partie haute donne sur Prospect St NW et il descend jusqu'à M Street NW. Il est construit en 1895 avec la Georgetown Car Barn, un dépôt de tramways adjacent de la Capital Traction Company (en).